# Banca Privada d'Andorra
Banca Privada d'Andorra est une banque de la principauté d'Andorre.

## Histoire
Banca Privada d’Andorra a été fondée en 1957 sous le nom de Banca Cassany et a débuté ses activités en 1958. En 1993, la Caixa Catalunya devient actionnaire et la banque prend son nom actuel.
En juillet 2011, Banca Privada d'Andorra fait l'acquisition de Banco Madrid, une banque privée, auparavant propriété de Kutxabank. Avec cette opération, BPA devient la première banque andorrane à obtenir une licence bancaire en Espagne.
En mars 2015, le Département du Trésor des États-Unis accuse la banque de permettre le blanchiment d'argent de groupes criminels basés en Russie, en Chine et au Venezuela. Le film documentaire The Andorra Hustle diffusé sur Amazon Prime revient sur cet épisode.